# Basse danse

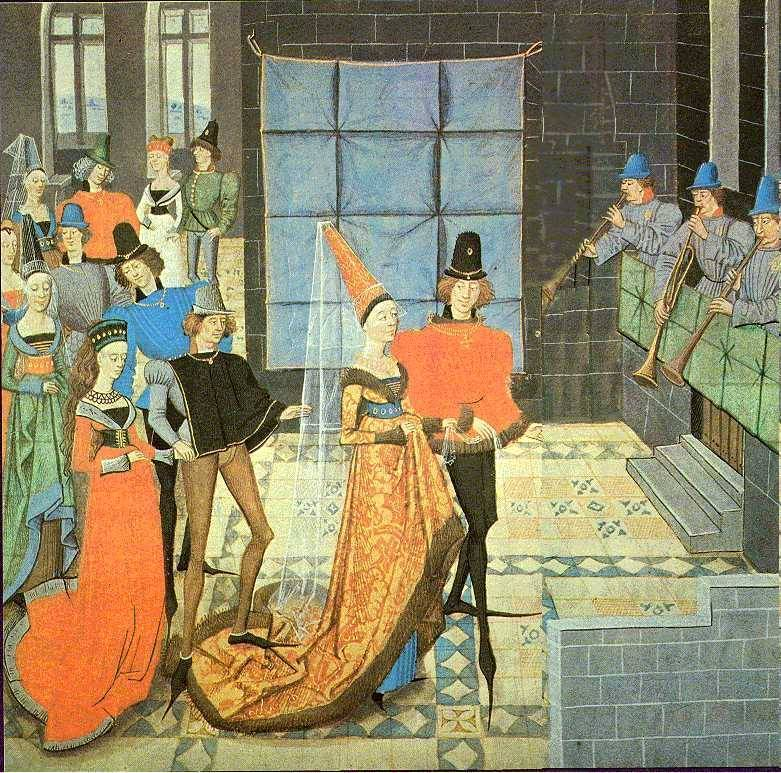
Bassadanza

La basse danse o bassedanse (in italiano bassa danza o bassadanza) era la più popolare danza di corte del XV e inizio XVI secolo, specialmente nel Ducato di Borgogna, spesso in un tempo combinato di 6/4 e 3/2 che permetteva l'utilizzo dell'emiolia. Quando danzavano, le coppie si muovevano sobriamente e con grazia in un lento scivolare o movimento, "a passi strisciati" e accompagnata da una base musicale lenta...", sollevando e abbassando i loro corpi, movimenti questi che hanno dato origine al suo nome. La bassadanza più tardi condurrà allo sviluppo della pavana. L'ultima metà di una bassadanza è costituita occasionalmente da un tourdion, a causa dei loro tempi contrastanti, ed entrambe erano danzate insieme alla pavana, alla gagliarda, all'allemanda e alla corrente, anche in coppie. La prima documentazione di una basse danse risale al 1320-1330 e si trova in una poesia occitana di Raimon de Cornet, il quale annota il fatto che la eseguono i joglars.
Le canzoni monofoniche erano basate su un cantus firmus del tenore; la lunghezza della coreografia era spesso derivata dalle chansons popolari. Nell'esecuzione, 3 o 4 strumentisti avrebbero improvvisato la polifonia basata su questo tenore. In altre, le parti multiple erano scritte, sebbene nello stile le scelte quotidiane in merito alla strumentazione fossero lasciate agli esecutori. Le più famose, forse, sono le bassedanze raggruppate nel 1530 da Pierre Attaingnant che restano oggi nei "Libri di danza di Attaingnant", comprendenti parti per quattro voci, tipicamente improvvisate tramite aggiunte di abbellimenti melodici (Attaingnant raramente comprendeva tale ornamentazione, tranne qualche eccezione, come "Pavin di Albart", un abbellimento sulla "Pavane 'Si je m'en vois'"). Le basse danze di questa collezione sono state rivisitate e registrate da vari gruppi tra cui il Josef Ulsamer & Ulsamer Collegium. La maggior parte delle bassedanze sono costituite da una forma binaria con ogni sezione ripetuta, come la "No. 1: Basse Danse" della "Danseries a 4 parties" di Pierre Attaingnant, pubblicata nel 1547.

## Struttura della bassadanza
La basse Danse è formata da più passi combinati all'infinito in diverse misure.

### I passi
- la révérence, contrassegnata dalla lettera R: è il saluto al partner con cui si inizia la bassadanza
- la démarche o reprise, contrassegnata dalla lettera r:
  - una démarche: posare il piede destro leggermente dietro il sinistro, sulla punta
  - tre démarches: (1) posare il piede destro leggermente dietro al sinistro, sulla punta, (2) posare il piede sinistro a sinistra e girare a destra verso la dama, (3) posare il piede destro leggermente dietro al sinistro, sulla punta, ritornando alla sua posizione iniziale
- il branle (dondolio), contrassegnato dalla lettera b: due piccoli passi laterali (sinistro, destro), con il corpo accompagnando il movimento tramite una leggera oscillazione
- il simple (semplice), che va sempre in coppia, contrassegnato dalle lettere ss:
  - primo semplice: piede sinistro in avanti, unire il destro al sinistro
  - secondo semplice: piede destro in avanti, unire il sinistro al destro (vedere branle)
- il double (doppio), contrassegnato dalla lettera d: 
  - primo doppio: 3 passi marciati (sinistro, destro, sinistro), unire il destro al sinistro
  - secondo doppio: 3 passi marciati (destro, sinistro, destro), unire il sinistro al destro (vedere branle)

Due passi semplici, un passo doppio, una démarche e un branle richiedono lo stesso tempo.

### Le misure
La bassadanza è divisa in tre parti, composte rispettivamente dai concatenamenti dei passi seguenti:
- la grande mesure (grande misura), o entrée de basse danse (entrata della bassadanza): R b ss ddddd ss rrr b (5 doppi)
- la moyenne mesure (media misura): ss ddd ss rrr b (3 doppi)
- la petite mesure (piccola misura): ss d ss rrr b (1 doppio)

Ogni misura può essere:
- (molto) perfetta: ss doppi ss rrr b
- più che perfetta: ss doppi ss r b
- imperfetta: ss doppi rrr b
- molto imperfetta: ss doppi r b

### Combinazioni
Le diverse combinazioni sono fornite dalla tabella seguente:
| grande misura  | (molto) perfetta | R | b | ss | ddddd | ss | rrr | b |
|                | più che perfetta | R | b | ss | ddddd | ss | r   | b |
|                | imperfetta       | R | b | ss | ddddd |    | rrr | b |
|                | molto imperfetta | R | b | ss | ddddd |    | r   | b |
| media misura   | (molto) perfetta |   |   | ss | ddd   | ss | rrr | b |
|                | più che perfetta |   |   | ss | ddd   | ss | r   | b |
|                | imperfetta       |   |   | ss | ddd   |    | rrr | b |
|                | molto imperfetta |   |   | ss | ddd   |    | r   | b |
| piccola misura | (molto) perfetta |   |   | ss | d     | ss | rrr | b |
|                | più che perfetta |   |   | ss | d     | ss | r   | b |
|                | imperfetta       |   |   | ss | d     |    | rrr | b |
|                | molto imperfetta |   |   | ss | d     |    | r   | b |

## Alcune bassedanze
Le descrizioni sono identiche nel manoscritto di Bruxelles e nell'edizione di Michel Toulouze.
- Le petit Rouen (con 40 note in 5 misure) :

| R b ss ddddd rrr b           | ss d rrr b                | ss ddd rrr b            | ss d rrr b                | ss ddd rrr b            |
| grande misura molto perfetta | piccola misura imperfetta | media misura imperfetta | piccola misura imperfetta | media misura imperfetta |

- Filles à marier (con 32 note in 4 misure) :

| R b ss ddd ss rrr b         | ss d rrr b                | ss ddd ss rrr b             | ss d rrr b                |
| media misura molto perfetta | piccola misura imperfetta | media misura molto perfetta | piccola misura imperfetta |

- La basse danse du Roy (con 48 note in 5 mesures)

| R b ss ddddd rrr b       | ss ddd rrr b            | ss ddddd rrr b           | ss ddd rrr b            | ss ddddd rrr b           |
| grande misura imperfetta | media misura imperfetta | grande misura imperfetta | media misura imperfetta | grande misura imperfetta |

## La bassadanza secondo Arbeau
Nel 1589, l'Orchésographie di Thoinot Arbeau descrive la bassadanza come una concatenazione di tre parti:
- la bassadanza (notasi l'alternanza di d e di r, equivalenti in durata)

| R b ss drd r b              | ss dddrd r b                  | ss d r b congé                  |
| media misura molto perfetta | media misura molto imperfetta | piccola misura molto imperfetta |

- il retour della basse danse

| b d r b                       | ss dddrd r b congé             |
| piccola misura molto perfetta | grande misura molto imperfetta |

- seguita dal tourdion